# متاسینابر

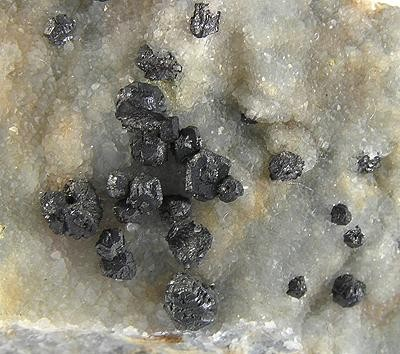
این تصویر در سال ۹۹۰

متاسینابر  (به انگلیسی: Metacinabre) با فرمول شیمیایی HgS از مجموعه کانی هاست و در زبان یونانی Meta و Kinnabari ترکیب شیمیائی شبیه به سینابراست. محلول در HNO۳ برای اولین بار در چک اسلواکی کشف شد و از نظر شکل بلور: تترائدر - ماکله، رنگ: خاکستری مایل به سیاه -سیاه، شفافیت: کدر(اپاک)، رخ: ندارد، سیستم تبلور: مکعبی و در رده‌بندی سولفور است و منشأ تشکیل آن هیدروترمال است.
همایند کانی‌شناسی (پارانژ) آن - رآلگار- استیبین- سینابر- کلسیت است
، از نظر ژیزمان بلوری - اگرگات دانه‌ای و گرد تقریباًَ کمیاب است و بیشتر در چک اسلواکی، یوگسلاوی، رومانی، مکزیک، آمریکا و روسیه یافت می‌شود.